# Megathripa nycteolella
Megathripa nycteolella är en fjärilsart som beskrevs av Emilio Berio 1956/57. Megathripa nycteolella ingår i släktet Megathripa och familjen trågspinnare. Inga underarter finns listade i Catalogue of Life.